# Miliarense

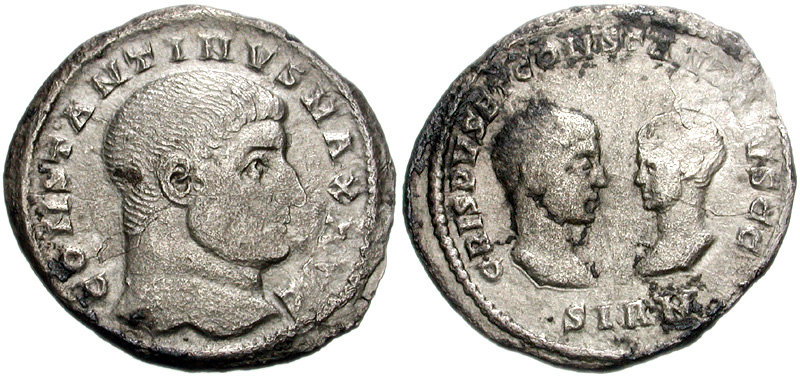
Ett miliarense-mynt med Konstantin den store och hans son Crispus.

Miliarense (latin, av mille, "tusen") var ett romerskt mynt. Kejsar Konstantin den store, som försökte återställa den fornromerska myntfoten och lät prägla ett fint silvermynt (med inskrift på frånsidan: genio populi romani, åt romerska folkets skyddsgud), varav det gick 72 på ett romerskt skålpund silver, 1000 på ett i guld. En miliarense vägde 4,48 gram och var värt omkring 78 öre (1913). Genom missförstånd har härav uppkommit det portugisiska milreis, som dock hade ett helt annat värde. En halv miliarense hette ceratium.